# Phil Collins
Philip David Charles „Phil“ Collins (* 30. ledna 1951 Chiswick, Londýn) je anglický zpěvák a bubeník, člen hudební skupiny Genesis a držitel cen Grammy a Oscar.
Jeho sólové písně se nejčastěji týkají ztracené lásky,[zdroj⁠?!] mezi nejznámější patří „Another Day in Paradise“, „In the Air Tonight“, „You'll Be In My Heart“ nebo „Sussudio“.
Collins začal svou profesionální hudební kariéru jako bubeník s rockovou skupinou Flaming Youth, poté pokračoval ve skupině Genesis. V Genesis dělal Collins původně jen hlasový doprovod Peteru Gabrielovi, ale po Gabrielově odchodu v roce 1975 se právě Collins stal hlavním zpěvákem. Po čase rozběhl společně s účinkováním ve skupině i svou sólovou kariéru, čímž dopomohl Genesis k větším úspěchům. Coby sólový zpěvák prodal více než 100 milionů kusů nahrávek.
Dne 26. března 2022 Collins odehrál svůj poslední koncert a kvůli zdravotním problémům po operaci zad ukončil hudební kariéru.

## Začátky
Pětiletý Phil Collins dostal jako dárek k Vánocům bubny. Zpočátku ho učil hrát jeho strýc a to až do doby, kdy ho Collins ve hře překonal. Nejčastěji hrál vedle televize nebo rádia, kde napodoboval písně, které slyšel. Nikdy se nenaučil noty, hraje podle systému, který si sám vymyslel.
Pořád hledal příležitost, kde se předvést, a tak v době, kdy mu bylo čtrnáct, začal působit v Barbara Speake Stage School jako dětský herec a model. Hrál i takové role jako byl Oliver Twist nebo Romeo. Navzdory slibně se vyvíjející herecké kariéře stále tíhl k hudbě. Během let na střední škole založil skupinu nazvanou The Real Thing a později The Freehold.
První nahrávací smlouvu obdržel během působení v kapele Flaming Youth, se kterou v roce 1969 vydal album nazvané Ark 2. Ovšem skupina se nedočkala výraznějších úspěchů a všechny songy, které vydala, propadly. Po roce se skupina kvůli těmto neúspěchům rozpadla.

## Éra Genesis

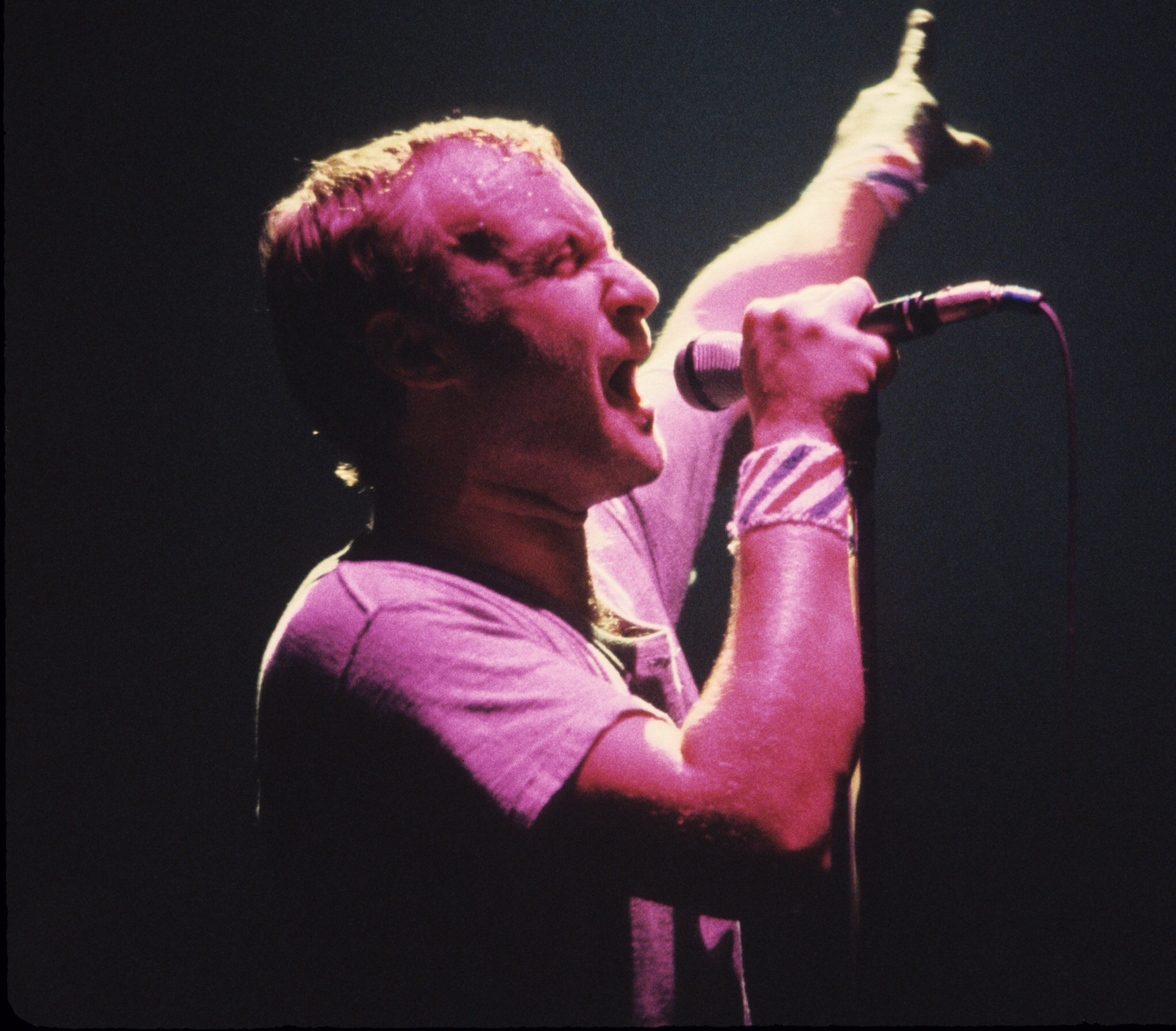
Phil Collins během vystoupení v roce 1981.

V roce 1970 Collins odpověděl na inzerát v novinách, kde hledali bubeníka citlivého na akustickou hudbu. Inzerát si podala skupina Genesis, která ztratila už třetího bubeníka v rozmezí vydání dvou alb. Zkoušku absolvoval v domě Petera Gabriela. Musel se naučit songy z druhého alba Genesis Trespass vydaného v roce 1970, aby s nimi mohl absolvovat koncerty. Chodil proto na každou zkoušku a songy se naučil zpaměti.
Po roce vydal se skupinou album nazvané Nursery Cryme. Ačkoli jeho role byla bubenického rázu, příležitostně pomáhal s vokály Peteru Gabrielovi.
V roce 1975 vydali album s názvem The Lamb Lies Down on Broadway. V tomto roce opustil Peter Gabriel skupinu s cílem sólové kariéry. Genesis se snažili najít za Gabriela náhradu, ale nikdo neuspěl, proto se rozhodli, že hlavním zpěvákem bude Collins.
První album nazpívané pouze Collinsem vydali v roce 1976 a jmenovalo se A Trick of the Tail. Ujalo se vedení v americké albové hitparádě. V Británii dosáhlo čísla 3.
Collins kromě skupiny Genesis působil i v jazzové formaci nazvané Brand X. Skupina vydala album nazvané Unorthodox Behaviour s Collinsem jako hlavním bubeníkem. Ale od doby, kdy si Collins vybral Genesis jako svou prioritu, se Brand X bez Collinse přestalo dařit.
V 80. letech zažila skupina své nejúspěšnější období, když vydala alba – Duke (1980), Abacab (1981), Genesis (1983) a Invisible Touch (1986). Stala se velmi úspěšnou v USA a její songy začaly vyhrávat tamější žebříčky. Genesis obdrželi nominaci hudební stanice MTV za nejlepší videoklip roku 1987.
V roce 1996 Collins Genesis opustil, aby se mohl věnovat více své sólové kariéře. Poslední album Genesis s Collinsem vyšlo v roce 1991 a jmenovalo se We Can’t Dance.
V roce 1999 byla vydána kompilace hitů Genesis s názvem Turn It On Again: The Hits a v roce 2004 třídiskový výběr Platinum Collection.
Na tiskové konferenci, která se konala 7. listopadu 2006 v Londýně, oznámilo trio Banks/Collins/Rutherford, že se v roce 2007 uskuteční turné skupiny Genesis pod názvem Turn It On Again. Odehráli 21 koncertů v Evropě a dalších 20 v USA. Genesis vystoupili i v Praze 20. června 2007 na parkovišti vedle Sazka Arény. Závěrečný koncert se odehrál 14. července 2007 v Římě na koncertní pláni vedle antického stadionu Circus Maximus, kde se na Genesis přišlo podívat zdarma 500 000 lidí. Skupina vystupovala po celou dobu turné v „tradiční“ sestavě Banks/Collins/Rutherford za podpory kytaristy/basisty Daryla Stuermera a bubeníka Chestera Thompsona.

## Sólová kariéra

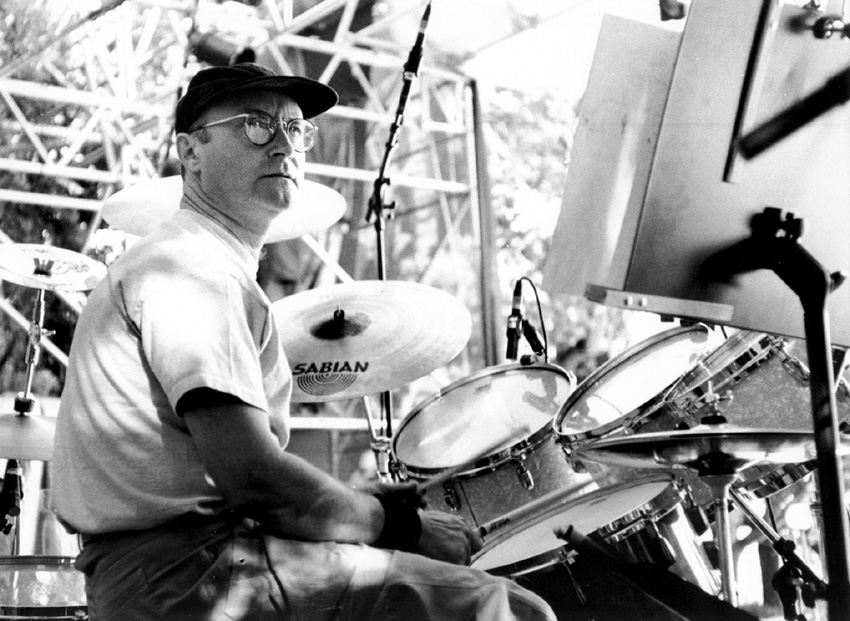
Phil Collins na jazzovém festivale ve městě Perugia v roce 1996

Po převážnou část své sólové kariéry Collins zažíval problémy v manželství. Hodně písní napsal během emočních chvil během rozvodu.
Ve své tvorbě byl ovlivněn i jazzem a často vydal songy, které se nehodily na album Genesis. V roce 1981 vydal své první sólové album Face Value. Ovládl hitparády a stal se, vedle lídra Genesis, světovou pop star. Důležitý mezník nastal v roce 1982, kdy se rozhodl produkovat sólové album Anni-Frid Lyngstadové, v té době stále ještě členkou skupiny ABBA. V témže roce vydal s Lyngstad duet, který se stal hitem.
Největší přelom nastal, když se rozhodl napsat titulní song k filmu Against All Odds a píseň nazval stejně „Against All Odds (Take A Look At Me Now)“. Tato emotivní píseň začala dobývat světové hitparády a dodnes je považována za jeden z nejkultovnějších songů.[zdroj?]
V roce 1984 se účastnil se skupinou Boba Geldofa dobročinného koncertu, kde zpíval a bubnoval v písni „Feed the World (Do They Know Its Christmas?)“
O rok později jej Bob Geldof pozval na další charitativní koncert, tentokrát na Live Aid ve Wembley. Zazpíval tam jako sólový interpret i jako bubeník doprovodil vystoupení Erica Claptona. Poté Collins vydal své nejúspěšnější album nazvané No Jacket Required. Album obsahovalo hity jako „Sussudio“, „One More Night“ a „Take Me Home“. Album bylo význačné i tím, že mu s ním pomohl jeho kamarád Peter Gabriel. V roce 1985 dostal za toto album prestižní cenu Grammy Awards.
V roce 1989 vydal další úspěšné album. Tentokrát nazvané …But Seriously, které obsahovalo hit „Another Day in Paradise“, který byl úspěšný jak v Americe, tak také v Evropě. Za tento song získal Collins v roce 1990 další ocenění Grammy.
Další roky vydal Collins další alba. Ačkoli singly byly úspěšné, už nedosahovaly úspěchů jako několik let předtím. V roce 1999 obdržel prestižní ocenění Oscar za píseň „You’ll Be In My Heart“, kterou nazpíval a složil pro animovaný film Tarzan. Dále vydal album Testify, pracoval i na dalším „disneyovském“ filmu Medvědí bratři.
Po „závěrečném“ turné First Final Farewell Tour, kdy navštívil i Prahu, se začal věnovat muzikálu na Broadwayi – Tarzan. Hudba a text jsou Philovým dílem.
V roce 2010 představil Phil nové album Going Back, nahrané u Motown. Nové album je velmi odlišné od všech předchozích díky pro Phila nezvyklému stylu, který by se dal definovat jako R&B s prvky soulu a popu.
Má hvězdu na Hollywoodském chodníku slávy.
Jako první skutečná osoba se vyskytl ve hře GTA: Vice City Stories, kde hraje sebe sama.

## Alba
- Face Value (1981)
- Hello, I Must Be Going! (1982)
- No Jacket Required (1985)
- 12”ers [EP] (1987)
- ...But Seriously (1989)
- Serious Hits... Live! (1990)
- Both Sides (1993)
- Dance into the Light (1996)
- ...Hits (1998)
- Testify (2002)
- The Platinum Collection (2004)

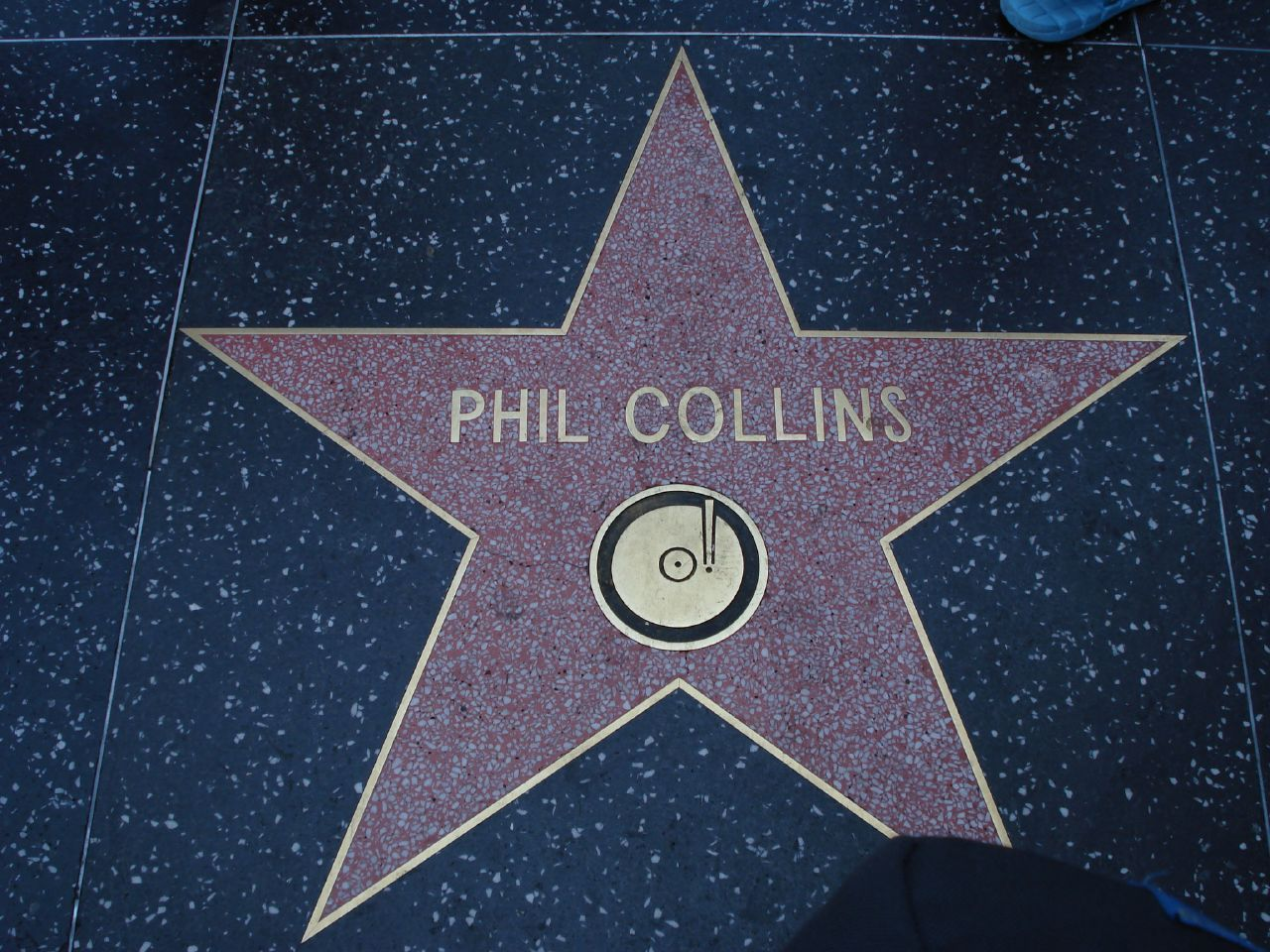
Collinsova hvězda na hollywoodském chodníku slávy

- Love Songs: A Compilation... Old and New (2004)
- Going Back (2010)

## Soundtracky
- Against All Odds (1984)
- White Nights (1985)
- Buster (1988)
- Tarzan (1998)
- Brother Bear (Medvědí Bratři)

## Singly
- „I Missed Again“ (1981)
- „In The Air Tonight“ (1981)
- „If Leaving Me Is Easy“ (1981)
- „You Can’t Hurry Love“ (1982)
- „I Don’t Care Anymore“ (1983,USA)
- „Against All Odds (Take A Look At Me Now)“ (1984)
- „Easy Lover“ /s Philipem Baileym/ (1984)
- „One More Night“ (1985)
- „Sussudio“ (1985)
- „Don’t Lose My Number“ (1985)
- „Take Me Home“ (1986)
- „Separate Lives“ /s Marilyn Martin/ (1985)
- „A Groovy Kind Of Love“ (1988)
- „Two Hearts“ (1988)
- „Another Day in Paradise“ (1989)
- „I Wish It Would Rain Down“ (1990)
- „Do You Remember?“ (1990)
- „Something Happened On The Way To Heaven“ (1990)
- „That’s Just The Way It Is“ (1990)
- „Hang In Long Enough“ (1990)
- „Hero“ /David Crosby s Philem Collinsem/ (1993)
- „Both Sides Of The Story“ (1993)
- „Everyday“ (1994)
- „Dance Into The Light“ (1996)
- „It’s In Your Eyes“ (1996)
- „True Colors“ (1998)
- „You’ll Be In My Heart“ (1999)
- „Can’t Stop Loving You“ (2002)
- „Wake Up Call“ (2003)
- „The Least You Can Do“ (2003)
- „Look Through My Eyes“ (2003)
- „No Way Out“ (2004)
- „On My Way“ (2004)
- „(Love Is Like a) Heatwave“ (2010)
- „Going Back“ (2010)